# Reprezentacja Singapuru w piłce wodnej mężczyzn
Reprezentacja Singapuru w piłce wodnej mężczyzn – zespół, biorący udział w imieniu Singapuru w meczach i sportowych imprezach międzynarodowych w piłce wodnej, powoływany przez selekcjonera, w którym mogą występować wyłącznie zawodnicy posiadający obywatelstwo singapurskie. Za jej funkcjonowanie odpowiedzialny jest Singapurski Związek Pływacki (SSF), który jest członkiem Międzynarodowej Federacji Pływackiej.

## Historia
W 1951 reprezentacja Singapuru rozegrała swój pierwszy oficjalny mecz na igrzyskach azjatyckich.

## Udział w turniejach międzynarodowych

### Igrzyska olimpijskie
Reprezentacja Singapuru jeden raz występowała na Igrzyskach Olimpijskich. Najwyższe osiągnięcie to 10. miejsce w 1956 roku.

### Mistrzostwa świata
Dotychczas reprezentacji Singapuru żadnego razu nie udało się awansować do finałów MŚ.

### Puchar świata
Singapur żadnego razu nie uczestniczył w finałach Pucharu świata.

### Igrzyska azjatyckie
Singapurskiej drużynie 17 razy udało się zakwalifikować na Igrzyska azjatyckie. W 1954 zdobyła złote medale.